# Harwich Port (Massachusetts)
Harwich Port es un lugar designado por el censo ubicado en el condado de Barnstable en el estado estadounidense de Massachusetts. En el Censo de 2010 tenía una población de 1.644 habitantes y una densidad poblacional de 182,87 personas por km².

## Geografía
Harwich Port se encuentra ubicado en las coordenadas 41°40′13″N 70°3′55″O / 41.67028, -70.06528. Según la Oficina del Censo de los Estados Unidos, Harwich Port tiene una superficie total de 8.99 km², de la cual 6.81 km² corresponden a tierra firme y (24.2%) 2.18 km² es agua.

## Demografía
Según el censo de 2010, había 1.644 personas residiendo en Harwich Port. La densidad de población era de 182,87 hab./km². De los 1.644 habitantes, Harwich Port estaba compuesto por el 95.86% blancos, el 0.61% eran afroamericanos, el 0.06% eran amerindios, el 0.55% eran asiáticos, el 0% eran isleños del Pacífico, el 1.52% eran de otras razas y el 1.4% pertenecían a dos o más razas. Del total de la población el 0.55% eran hispanos o latinos de cualquier raza.